# Pescuit la feeder

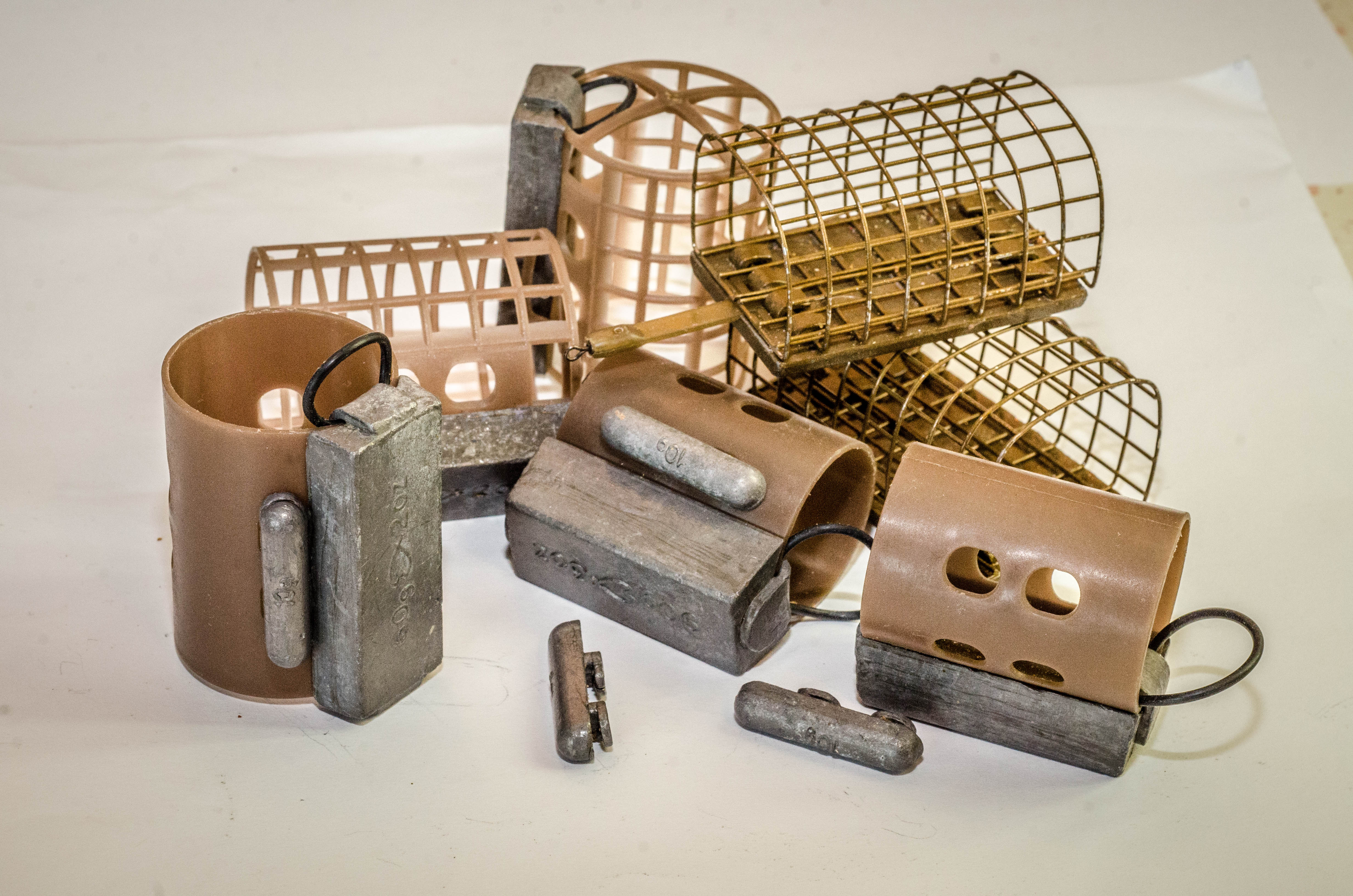
Câteva variante de coșulețe momitoare folosite în pescuitul la feeder.

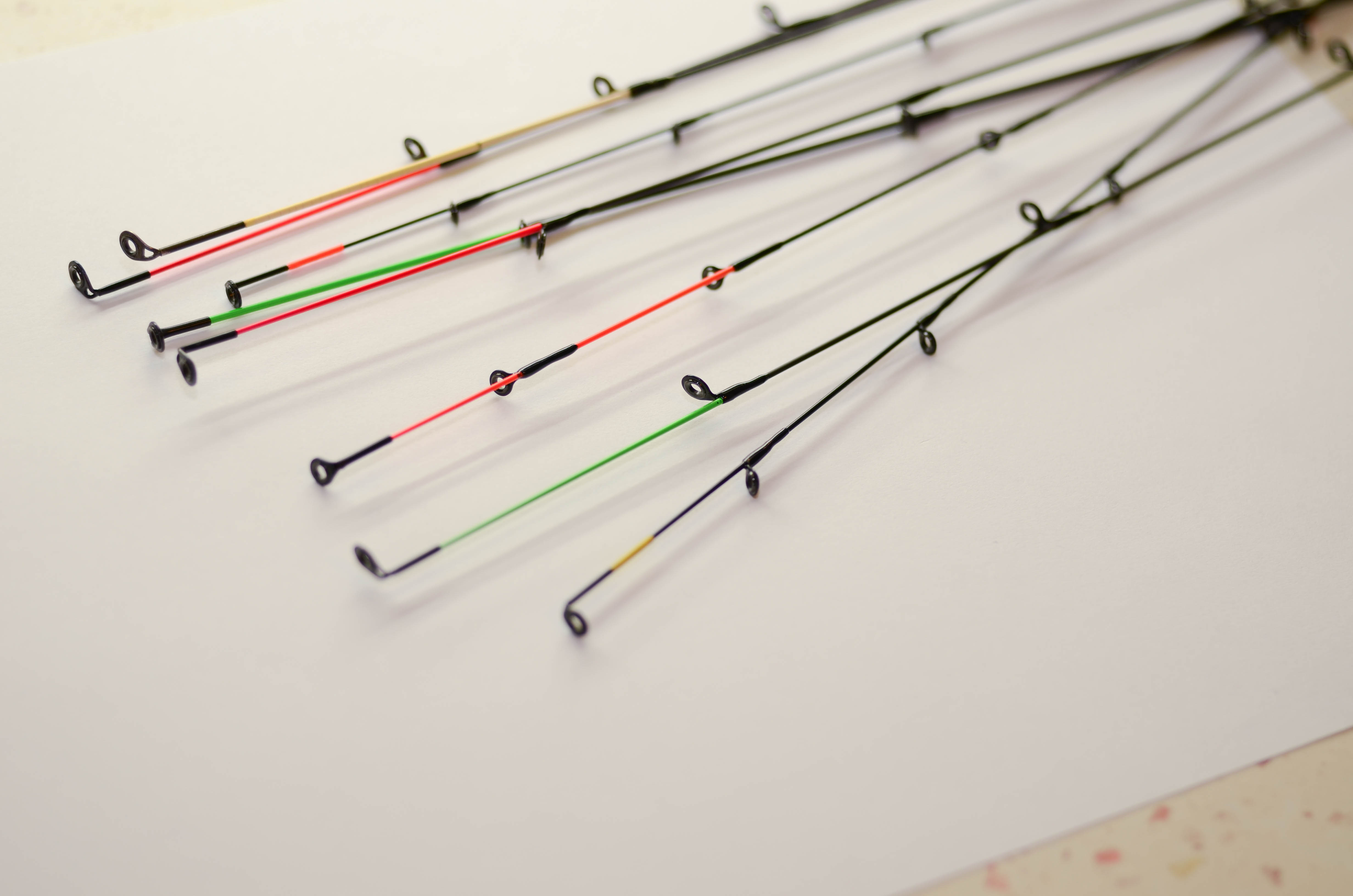
Vârfurile lansetelor de feeder, colorate distinct, pentru a fi vizibile cu ușurință, întrucât ele constituie elementul semnalizator al trăsăturii peștelui

Pescuitul la feeder reprezintă o metodă aparte de pescuit „la grund”, adică un pescuit cu lesturi mai mult sau mai puțin grele, care țin atât montura cât și momeala  pe fundul apei. Cel mai adesea lesturile sunt formate fie din coșulețe momitoare  fie din „method feedere” sau plăcuțele momitoare. Acestea au rolul de a purta "hrana" ("feed" în engleza), nada și momeala în zona aleasă de pescar.
Această tehnică se împarte astăzi în două stiluri distincte: pescuit la coșuleț (feeder clasic) și pescuit la method feeder (freestyle method feeder).
Pescuitul la coșuleț este cea mai tradițională tehnică de pescuit la feeder. În acest stil, nada este transportată pe fundul apei cu ajutorul unui coșuleț, care este atașat la firul principal al monturii. Coșulețul poate fi umplut cu o varietate de nadă, în funcție de specia de pește pe care o dorim să prindem. Struna  cu cârligul se afla lângă acest coșuleț.
Pescuitul la method feeder este o tehnică mai modernă, care a devenit foarte populară în ultimii ani. În acest stil, nada este transportată pe fundul apei cu ajutorul unui method feeder, care este un momitor cu baza plata, în care se ascunde și cârligul cu momeala. 
Pescuitul la feeder poate fi o modalitate extrem de productivă de a prinde crap de toate dimensiunile și bineinteles si a altor specii de pesti cum ar fi meana, carasul sau platica.

## Scurt istoric
Din punct de vedere al sportului, pescuitul la feeder este o disciplină de sine stătătoare, în cadrul pescuitului staționar. Prima ediție a Campionatului Mondial de Pescuit la Feeder a avut loc în Italia în 2011. Romania a participat la câteva din edițiile acestui campionat mondial, fără a obține însă rezultate notabile ca echipă. La individual, Zsolt Benzar a reușit însă în 2014 , la Campionatul Mondial de Pescuit la feeder, clasarea pe locul 4  după ce a obținut un loc 3 în prima manșă și a câștigat sectorul în a doua.  
Putem spune fără să exagerăm că atât în România cât și în lume, pescuitul la feeder  a devenit un adevărat fenomen, pentru că an de an tot mai mulți pescari adoptă acest stil de pescuit. In România metoda a început să fie practicată încă de la jumătatea anilor 90, dar a cunoscut o adevărată explozie a numărului de practicanți și a dezvoltării unei piețe specifice, începând cu a doua jumătate a anilor 2000.

## Particularități și atuuri ale acestei tehnici de pescuit
Este o metodă simplă și foarte eficace,  pentru că momitorul poartă nada în mod constant în aceeași arie, și pentru că  momeala se afla in imediata apropiere sau chiar îngropata in nada, ca o capcană pentru pești. De asemenea este o metodă ușor de asimilat, practic oricine a pescuit în trecut cu o lansetă nu va întâmpina dificultăți în adoptarea pescuitului la feeder. Numărul relativ redus al accesoriilor, și costul decent al echipamentelor folosite nu poate fi ignorat, în prezent producătorii ne vin în întâmpinare cu o gamă vasta de scule și accesorii pentru a satisface orice exigențe și buzunare.

## Echipament specific
- Lansetele de pescuit la feeder

Poartă denumirea generică de Lansete de Feeder și se remarcă prin numărul mare de inele ce permit o distribuire progresivă a tensiunii în corpul lansetei (numit blank), dar și prin cele 2 -4 vârfuri cu putere și acțiune diferită care echipează aceste lansete. Există în acest moment pe piață o gamă variată de modele cu acțiune, putere și lungime diferită care satisfac toate exigențele pescarilor fie că aleg să pescuiască pe râu sau baltă, după crap sau plătică, iar catalogarea lor se face în mare parte în funcție de puterea acestora: Light, Medium și Heavy.
- Varfurile lansetelor de feeder

O altă caracteristică a acestor lansete este faptul că segmentul de  top este format din  2 părți: un port-vârf și vârful interschimbabil. Altfel spus, la aceeași lanseta putem monta alternativ vârfuri  mai tari sau mai moi, din fibră de sticlă sau din carbon,  vârfuri care se comportă diferit . Acest lucru este  datorat faptului ca în pescuitul la feeder, vârful este elementul semnalizator al trăsăturii peștelui, și sensibilitatea acestuia trebuie sa fie un pe care pescarul să o adapteze  diferitelor situații de pescuit.  Din punct de vedere al sensibilității sau a rigidității vârfurilor, acestea sunt măsurate în uncii (oz, în limba engleză), avem de la 0.5 oz la 5 oz , și cel mai adesea ca  increment este măsura de jumătate de oz.   O uncie are 28 grame iar dacă un varf are 1 oz, atunci înseamnă ca pentru a se îndoi la 90 grade, e nevoie de o greutate de 28 grame. 
Ca în mai tot ceea privește pescuitul, alegerea unui anume vârf se face având în minte găsirea unui echilibru cât mai bun între restul bățului, mulinetă, coșulețe, grosimea firului principal și a strunei, tipul de apă și talia peștelui.  Dacă la Dunăre pescuind ciortan se pretează vârfuri de la 2 oz în sus, pe balta putem pescui același peste cu vârfuri de 1 oz.
- Momitoarele[3]

Coșulețele momitoare, momitoarele arc, sau  plăcuțele tip method, sunt denumite generic momitoare. Coșulețele au de regula forma cilindrica și pot fi închise sau deschise.Toate au rolul de a transporta și elibera nada pe vadul în care pescuim atrăgând de la distanță peștii în zona cârligului cu momeală. Construite din diverse materiale  în general forma, mărimea și greutatea acestora acoperă nevoile pescarului fie că pescuiește pe baltă, lac  sau râu, după pește mic , mediu sau mare.
Există patru momitoare folosite astăzi, fiecare cu beneficiile și utilizările sale. Decizia asupra momitorului va depinde în mare măsură de ce momeală intenționați să utilizați și de stilul de pescuit pe care îl căutați. Mărimea și greutatea momitorului vor depinde de cât de multă momeală doriți să aruncați, de condițiile meteorologice și de cât de departe trebuie să aruncați sau specia vizata.
Hrănitoarele mari vă permit să aruncatii cantități mai mari de momeală la fiecare aruncare.Greutățile mai mari vă vor permite să aruncați mai departe pe lacuri mai mari sau rauri dar asigurați-vă că potriviți greutatea alimentatorului in functie de lanseta.De asemenea, momitoarele mai grele se vor aseza mai bine dacă pescuiți pe pante pe albia lacului ..rauri.
- Monturile  de pescuit la feeder

În pescuitul la feeder se folosesc montaje specifice, adaptate atât tipului de momitor folosit cât și tipului de apă și nu în ultimul rând speciei de pește pe care intenționam sa îl prindem. Indiferent că pescuim pe lac sau râu, după pește mare sau mic, monturile trebuie să fie cât mai simplu realizate, să nu se încurce în lansare, și să fie potrivite cu momelile folosite precum și a peștilor pe care urmărim să îi prindem. Astfel momitoarele, cârligele, lungimea și diametrul strunei, le vom adapta pentru a satisface specificul  fiecărei partide în parte, uneori forțați de împrejurări fiind necesară schimbarea acestora chiar în timpul pescuitului.